# Minucia privata
Minucia privata là một loài bướm đêm trong họ Erebidae.